# Kornietová
Kornietová je zrušená národní přírodní rezervace v oblasti Velké Fatry na Slovensku. Nachází se v katastrálním území obce Ľubochňa v okrese Ružomberok v Žilinském kraji na Slovensku. Chráněné území bylo vyhlášeno v roce 1973 a jeho rozloha byla 84,05 hektaru. Předmětem ochrany byly přirozené lesní porosty pralesovitého charakteru na vápencovém a žulovém podloží. Rezervace byla zrušena k 1. lednu 2024 a její území se stalo součástí zón národního parku Velká Fatra.

## Přístup
- červená turistická značená trasa 0870 (prochází po okraji bývalé NPR)
- modrá turistická značená trasa 2721 (končí na vrcholu Malý Lysec na okraji bývalé NPR)